# Marginaria rosei
Marginaria rosei là một loài thực vật có mạch trong họ Polypodiaceae. Loài này được (Maxon) Pic. Serm. miêu tả khoa học đầu tiên năm 1977.